# Jagiellonische Universiteit

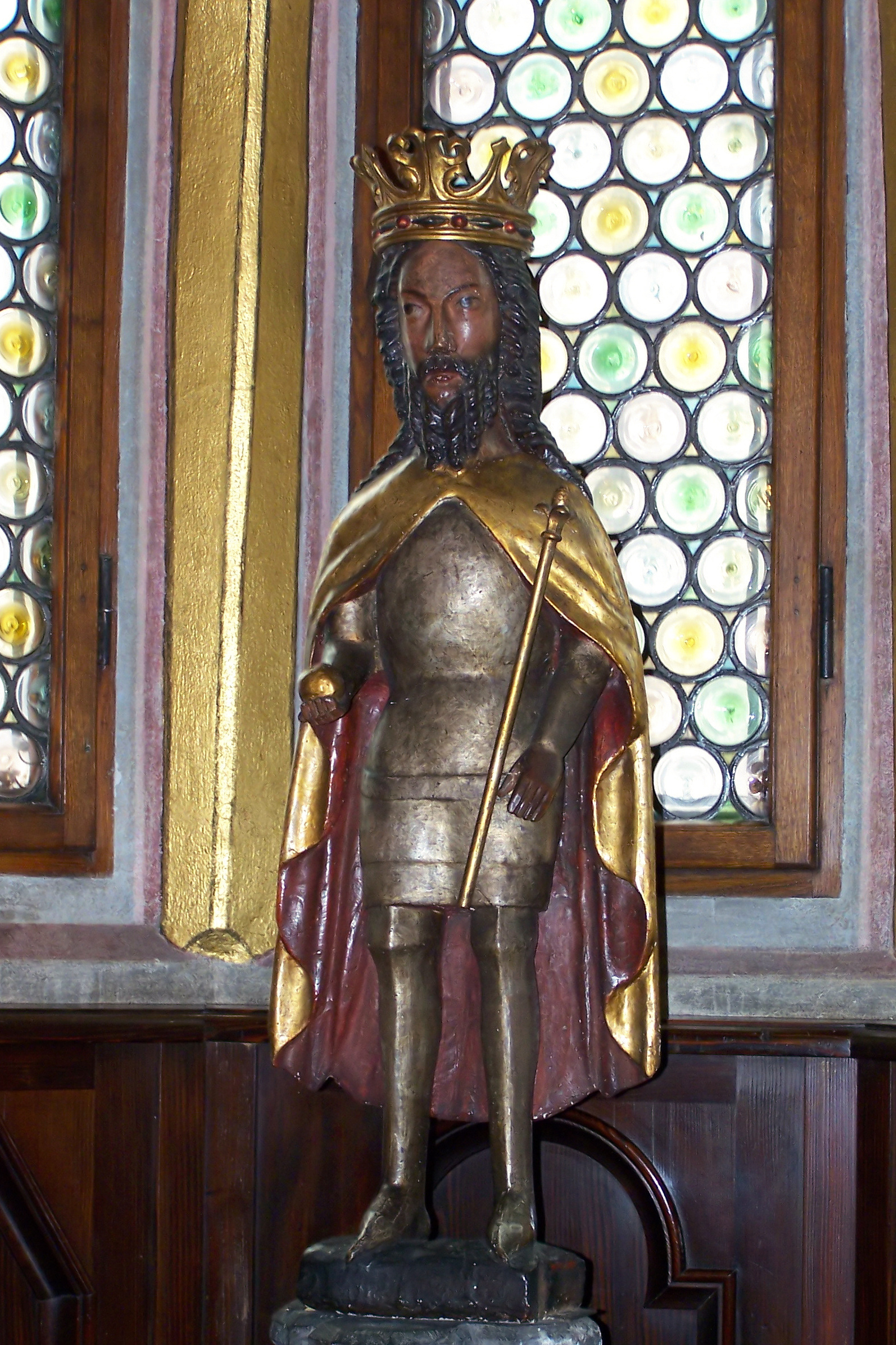
beeld van Casimir III in het Collegium Maius

De Jagiellonische Universiteit (Uniwersytet Jagielloński) is een universiteit in Krakau, Polen. De universiteit werd in 1364 gesticht door koning Casimir de Grote als de Krakause Academie (Akademia Krakowska). Het is daarmee de oudste universiteit van Polen en na de Universiteit van Praag de oudste van Centraal-Europa.
In 1817 werd de instelling ten tijde van de republiek Krakau vernoemd naar de Poolse koningsdynastie van de Jagiellonen. Ter gelegenheid van het zeshonderdjarig bestaan in 1964 componeerde Krzysztof Penderecki zijn Cantata in honorem Almae Matris Universitatis Iagellonicae sescentos abhinc annos fundatae.
De Jagiellonische Universiteit is de enige Poolse vertegenwoordiger in de Coimbragroep en is ook aangesloten bij het Utrecht Network.

## Faculteiten
De universiteit telt vijftien faculteiten, waarvan de rechtenfaculteit de oudste is.
1. Rechten en bestuurskunde
2. Geneeskunde
3. Farmacie
4. Gezondheidswetenschappen
5. Filosofie
6. Geschiedenis
7. Letteren
8. Polonistiek
9. Natuurkunde, astronomie en toegepaste informatica
10. Wiskunde en informatica
11. Scheikunde
12. Biologie en aardwetenschappen
13. Management en communicatiekunde
14. Internationale en politieke studies
15. Biochemie, biofysica en biotechnologie

## Bekende alumni
- Nicolaas Copernicus
- Paus Johannes Paulus II
- Józef Cyrankiewicz
- Carl Menger
- Jan Sobieski
- Stanisław Lem
- Kazimierz Wierzyński
- Wisława Szymborska
- Andrzej Duda